# Schröder-Blair-Papier
Das Schröder-Blair-Papier ist ein Entwurf für ein Modernisierungskonzept für die europäische Sozialdemokratie, den Gerhard Schröder und Tony Blair in London am 8. Juni 1999 wenige Tage vor der damaligen Europawahl vorgelegt hatten.
Der Titel des Dokumentes lautet in seiner deutschen Fassung Der Weg nach vorne für Europas Sozialdemokraten und in seiner englischen Übersetzung Europe: The Third Way (dt.: Der dritte Weg). Das Schröder-Blair-Papier wurde vom damaligen Kanzleramtsminister Bodo Hombach und Blairs Vertrauten Peter Mandelson verfasst.
In ihm wurden unter dem Schlagwort Neue Mitte vor dem Hintergrund des Thatcherismus und der Ära Kohl und unter Bezugnahme auf die Strukturationstheorie von Anthony Giddens neue sozialdemokratische Positionen und Leitbilder eines dritten Weges zwischen dem neoliberalen beziehungsweise wirtschaftsliberalen Kapitalismus und der klassischen Sozialdemokratie formuliert.

## Inhalt
Es wird darin der Grundsatz „Gerechtigkeit ist modern“ verkündet. Die Autoren betonen, dass Werte wie Fairness, soziale Gerechtigkeit, Freiheit, Verantwortung für andere, Chancengleichheit und Solidarität zeitlos sind. Eine Kernaussage des Dokumentes ist: „Wir unterstützen eine Marktwirtschaft, nicht aber eine Marktgesellschaft“.
Ziel des Konzeptes ist die grundlegende Modernisierung der sozialdemokratischen Programmatik. Insgesamt geht es in dem Papier um eine wirtschaftsfreundlichere Ausrichtung, eine Reform der Sozialsysteme und die Flexibilisierung der Arbeitsmärkte. Betont wurde, dass eine nach Auffassung der Verfasser pragmatische und keine ideologische Wirtschaftspolitik betrieben werden müsse. Hierbei wurde der durch die Globalisierung entstehende Konkurrenzdruck zwischen Volkswirtschaften betont. Der Entwurf war ein Schritt in Richtung der Entwicklung der Agenda 2010 bei der Neustrukturierung des Arbeitsmarktes in Deutschland und wies bereits große Übereinstimmungen mit der Agenda auf.
Nachdem im Wahljahr 1999 die SPD die Europawahlen sowie Landtagswahlen in mehreren Bundesländern verloren hatte, wurde von den Positionen in dem Papier offiziell wieder abgerückt.

## Kritik
Das Schröder-Blair-Papier wurde in der deutschen Öffentlichkeit als Bestätigung des Kurses der britischen Labour Party (New Labour), aber als ein Kurswechsel der deutschen SPD wahrgenommen und von der SPD-Linken, insbesondere auch von dem zu dem Zeitpunkt gerade zurückgetretenen ehemaligen SPD-Vorsitzenden Oskar Lafontaine angegriffen. Dem Programmpapier wurde vorgeworfen, dass es einen Gegensatz zwischen Pragmatismus und Ideologie postuliere, der erkenntnistheoretisch unredlich sei. In dem Schröder-Blair-Papier werde die These, der globalisierungsbedingte Konkurrenzdruck und damit weite Teile der Wirtschaft entzögen sich der Gestaltung durch die Politik, zum Axiom erhoben. Es werde unreflektiert die Sicht transnationaler Unternehmen übernommen und der Neoliberalismus als gegeben hingenommen. Letztlich sei es eine Proklamation der Abkehr der Sozialdemokratie von der Arbeiterschaft. Dem Papier wurde vorgeworfen, es übernehme Positionen der Konservativen und des Liberalismus und übersehe die in Großbritannien zu beobachtende Zunahme der wachsenden Kluft zwischen Arm und Reich. Lediglich bei der Forderung nach einer Förderung im Niedriglohnsektor würde von neoliberalen Grundsätzen abgewichen.
In der britischen Presse wurde dagegen der Zusammenhang mit dem Europawahlkampf hervorgehoben, der den Hintergrund für die Veröffentlichung des Papiers bot. Von konservativer Seite wurden die erheblichen Unterschiede sowohl zwischen Großbritannien und Deutschland als auch zwischen der bereits „reformierten“ New Labour und der als eher traditionell gewerkschaftsnah beschriebenen SPD hervorgehoben, während aus eher labour-freundlicher Sicht Gemeinsamkeiten zwischen den beiden Ländern insbesondere im sozialen Bereich (hier der britische NHS, dort das deutsche Sozialwesen) betont wurden. Von liberaler Seite wurde dagegen eingewandt, der „Dritte Weg“, ein Konzept, das seinerzeit von Anthony Giddens in seinem gleichnamigen Buch mit Blick auf die gesellschaftlichen Verhältnisse nach dem Ende der Regierung Thatcher fortentwickelt worden war, enthalte stets auch ein autoritäres Element. In dem Papier sei zu viel von Solidarität die Rede und zu wenig von Freiheit.